# No Parole From Rock 'n' Roll
No Parole From Rock 'n' Roll es el primer álbum de la banda de heavy metal Alcatrazz, lanzado en 1983.

## Canciones
1. "Island in the Sun" (Malmsteen/Jimmy Waldo/Bonnet) - 3:55
2. "General Hospital" (Malmsteen/Waldo/Bonnet) - 4:49
3. "Jet to Jet" - 4:27
4. "Hiroshima Mon Amour" - 4:00
5. "Kree Nakoorie" (Malmsteen/Waldo/Bonnet) - 6:10
6. "Incubus" (Malmsteen) - 1:24
7. "Too Young to Die, Too Drunk to Live" - 4:20
8. "Big Foot" - 4:06
9. "Starcarr Lane" (Malmsteen/Waldo/Bonnet) - 3:53
10. "Suffer Me" - 4:16

## Personal
- Graham Bonnet - Voz
- Yngwie Malmsteen - Guitarra
- Gary Shea - Bajo
- Jan Uvena - Batería
- Jimmy Waldo - Teclados
- Dennis Mackay - Producción